# (5120) Bitias
(5120) Bitias, désignation internationale (5120) Bitias, est un astéroïde troyen jovien.

## Description
(5120) Bitias est un astéroïde troyen jovien, camp troyen, c'est-à-dire situé au point de Lagrange L5 du système Soleil-Jupiter. Il présente une orbite caractérisée par un demi-grand axe de 5,280 UA, une excentricité de 0,110 et une inclinaison de 25,0° par rapport à l'écliptique.
Il est nommé en référence au personnage de la mythologie grecque Bitias, acteur du conflit légendaire de la guerre de Troie.

## Compléments